# Protaetia fusca
Protaetia fusca — жук из семейства пластинчатоусых (Scarabaeidae).

## Описание

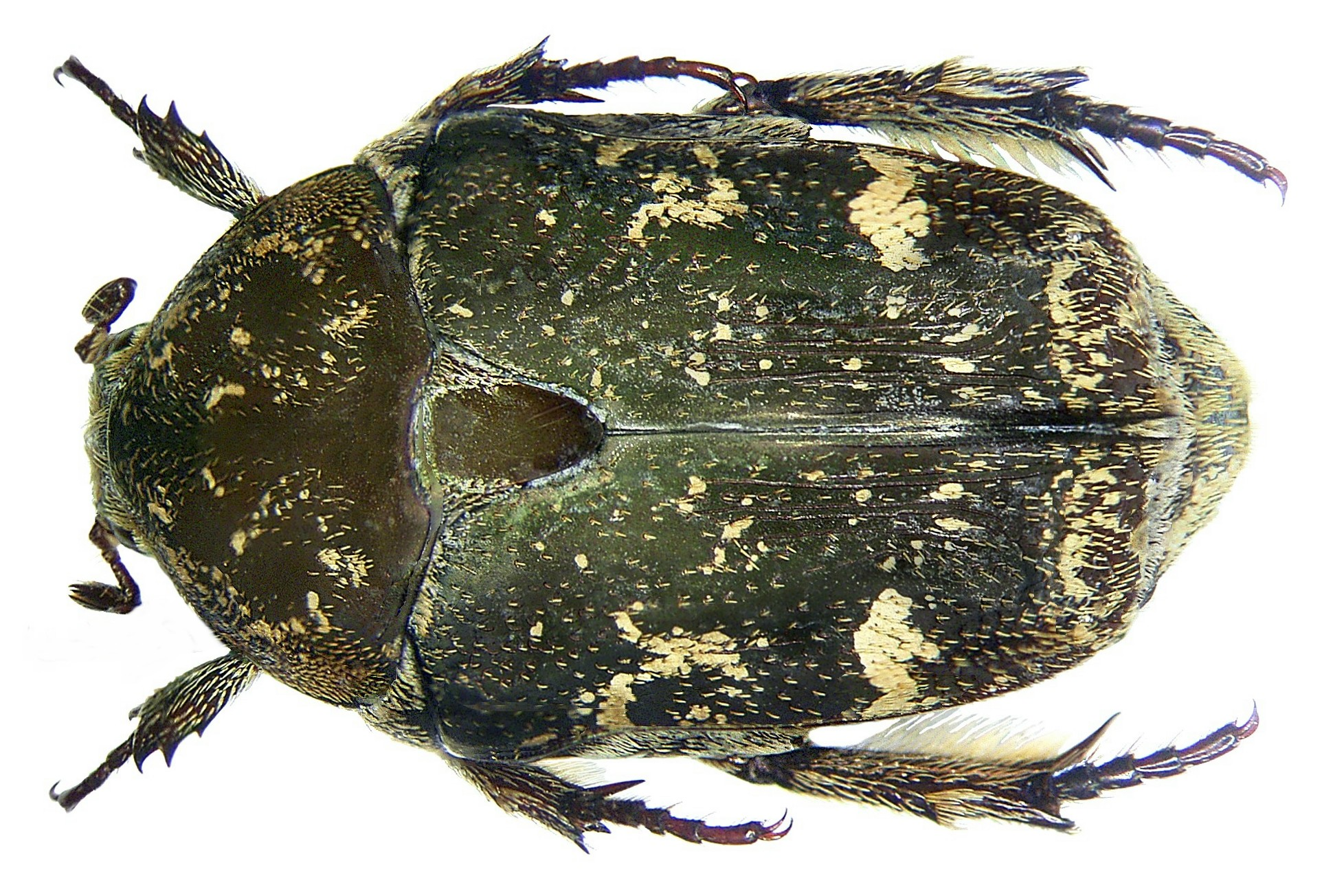

Жук длиной 14—16 мм. Тело сверху матовое, бархатистое, только наличник является блестящим. Окраска чёрно-бурая, два больших отграниченных пятна располагается у основания переднеспинки. Околощитковое пространство надкрылий, шовный промежуток в передней половине, плечевые бугры и наружные ребра буро-красного цвета. Нижняя сторона тела и ноги блестящие, красно-бурого цвета, с металлическим отливом. Середина груди и брюшка черно-бурого цвета, щупики и усики буро-красного цвета. Тело покрыто многочисленными белыми пятнами. Тело выпуклое, несколько суженное кзади. Переднеспинка поперечная, значительно уже основания надкрылий, сильно суживается кпереди. Она бархатистая, в редкой пунктировке, а на боках покрыта крупными, довольно густыми желтыми чешуевидными волосками и многочисленными белыми пятнами, сгруппированными в широкие полосы вдоль боковых краев и с двумя расходящимися назад полосами, начинающимися у переднего края и доходящие до заднего края переднеспинки. Щиток гладкий, бархатистый, с мелкими волосками. Надкрылья широкие, суженные  назад, бархатистые, с довольно многочисленными желтоватыми чешуевидными волосками.  Пигидий плоский, покрыт густыми морщинками и густыми крупными желтыми чешуевидными волосками, с большими, неправильной формы белыми пятнами (от переднего края к вершине, и несколькими пятнами посредине). Грудь покрыта густыми длинными прилегающими желтыми волосками.

## Ареал
Центральный и южный Китай, восточная Индия (Ассам, Бенгалия), Бирма, Малайзия, Таиланд, Индонезия, Полинезия, северная (северная часть Квинслэнда) и северо-западная Австралия.